# Боте, Паула
Пола Боте (фр. Paula Botet; род. 19 декабря 2000, Ля-Брессе) — французская биатлонистка, призёр этапов Кубка IBU. Дебют в Кубке мира состоялся 7 января 2022 в спринте на этапе в немецком Оберхофе, где Пола финишировала 39-й. Бронзовый призёр чемпионата Европы 2023 года в смешанной одиночной эстафете (в паре с Эмильеном Клодом).
Отец — Янник Боте (остеопат, один из первых тренеров биатлониста Мартена Фуркада), мать — Вероник Клодель (род. 1966, биатлонистка).
Она одержала первую победу в спринте на этапе Кубка мира по биатлону в Оберхофе 24/25.

## Статистика выступлений в Кубке мира
| 2021/2022 Итоги | 2021/2022 Итоги | Эстерсунд | Эстерсунд | Эстерсунд | Эстерсунд | Эстерсунд | Хохфильцен | Хохфильцен | Хохфильцен | Анси | Анси | Анси | Оберхоф | Оберхоф | Оберхоф | Оберхоф | Рупольдинг | Рупольдинг | Рупольдинг | Антхольц | Антхольц | Антхольц | ОИ Пекин (*) | ОИ Пекин (*) | ОИ Пекин (*) | ОИ Пекин (*) | ОИ Пекин (*) | ОИ Пекин (*) | Контиолахти | Контиолахти | Контиолахти | Отепя | Отепя | Отепя | Отепя | Осло | Осло | Осло |
| Очков           | Место           | Инд       | Спр       | Спр       | Эст       | Пр        | Спр        | Пр         | Эст        | Спр  | Пр   | МС   | Спр     | См      | Осм     | Пр      | Спр        | Эст        | Пр         | Инд      | МС       | Эст      | См           | Инд          | Спр          | Пр           | Эст          | МС           | Эст         | Спр         | Пр          | Спр   | МС    | См    | Осм   | Спр  | Пр   | МС   |
| 25              | 79              | —         | —         | —         | —         | —         | —          | —          | —          | —    | —    | —    | 39      | —       | —       | 39      | 44         | —          | 46         | 40       | —        | 3        | —            | —            | —            | —            | —            | —            | —           | 66          | —           | 38    | —     | —     | —     | 28   | 37   | —    |